# كأس العالم لكرة الماء للنساء 1981
كأس العالم لكرة الماء للنساء 1981 كان الموسم الثالث من كأس فينا للنساء، وجرت المنافسات في بريزبان أستراليا، ونظمت من قبل الاتحاد الدولي للسباحة (FINA).
وتوج منتخب كندا بكأس البطولة. فيما حل منتخب هولندا في المركز الثاني، ومنتخب أستراليا في المركز الثالث.